# Ricky van Wolfswinkel
Rick van Wolfswinkel (Woudenberg, Utrecht, Países Bajos, 27 de enero de 1989) es un futbolista neerlandés. Juega como delantero y su equipo es el F. C. Twente de la Eredivisie.

## Trayectoria

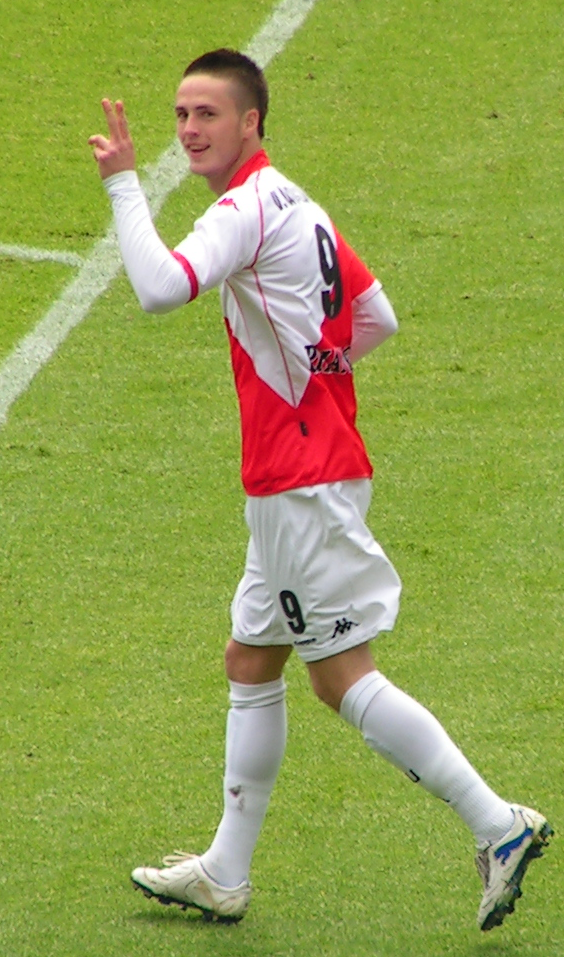
Jugando con el Utrecht.

Futbolista formado en las categorías inferiores del SBV Vitesse. El 5 de abril de 2008 debutó con el primer equipo ante el Sparta Rotterdam. Pero no fue hasta la siguiente temporada cuando se afianzó con el primer equipo, participando en 32 encuentros ligueros, en los que hizo ocho goles, siendo el máximo anotador de la plantilla. El verano de 2009 fichó por el FC Utrecht. En este equipo jugó dos temporadas, en la primera anotó 11 goles en liga y en la segunda 15 en 29 encuentros. Al término de la temporada 2010/11 se comprometió con el Sporting de Lisboa por 5 años. Finalmente disputó solo dos años, jugando un total de 87 partidos y obteniendo un gran registro goleador, 45 goles. El 23 de marzo de 2013 se dio a conocer su traspaso al Norwich City de la Premier League a cambio de 10 millones de euros. Se unirá a su nuevo club el 1 de julio, y tendrá un contrato de 4 años.
El 6 de agosto de 2014 fue anunciada su cesión por un año con opción de compra al club AS Saint-Étienne de la Ligue 1 francesa.
El 31 de agosto de 2015 es anunciado su traspaso al club Real Betis Balompié de la Primera División de España rozando la medianoche.
El 15 de junio de 2017 se hace oficial y ficha por el Basel de la Superliga de Suiza, tras alcanzar un acuerdo por 5 millones de euros con su anterior club, el Vitesse de la Eredivisie de los Países Bajos.

## Selección nacional
Disputó 2 encuentros con la selección sub-19, dos con la sub-20 y tres con la selección nacional B. Participó con la sub-21 en el Torneo Esperanzas de Toulon, donde fue el máximo anotador de su equipo con dos goles, y finalizó el campeonato en cuarta posición. Con la selección absoluta ha disputado dos encuentros. Debutó con el combinado nacional el 11 de agosto de 2010, en un encuentro amistoso ante Ucrania.

## Clubes
| Club                | País         | Año       |
| ------------------- | ------------ | --------- |
| S. B. V. Vitesse    | Países Bajos | 2008-2009 |
| F. C. Utrecht       | Países Bajos | 2009-2011 |
| Sporting de Lisboa  | Portugal     | 2011-2013 |
| Norwich City F. C.  | Inglaterra   | 2013-2014 |
| A. S. Saint-Étienne | Francia      | 2014-2015 |
| Real Betis Balompié | España       | 2015-2016 |
| S. B. V. Vitesse    | Países Bajos | 2016-2017 |
| F. C. Basilea       | Suiza        | 2017-2021 |
| F. C. Twente        | Países Bajos | 2021-     |

## Palmarés

### Títulos nacionales
| Título                   | Club             | País         | Año  |
| ------------------------ | ---------------- | ------------ | ---- |
| Copa de los Países Bajos | S. B. V. Vitesse | Países Bajos | 2017 |
| Copa de Suiza            | F. C. Basilea    | Suiza        | 2019 |

## Vida privada
Es yerno de Johan Neeskens, famoso futbolista de los años 70 y que jugó en el Ajax, Barcelona y la selección nacional.